# بوریس گرویس
بوریس گرویس (به آلمانی: Boris Groys) فیلسوف، مورخ و منتقد هنری است که به خصوص در حوزهٔ زیبایی‌شناسی و رسانه تخصص دارد. او در حال حاضر استاد دانشگاه هنرها و طراحی کارلسروهه است و سابقهٔ تدریس در دانشگاه‌هایی چون دانشگاه پنسیلوانیا را نیز در کارنامه دارد.
بوریس گرویس فیلسوف چپ‌گرایی است که به تاسی از تفکرات و نوشته‌های والتر بنیامین به ارزیابی مجدد هنر عصر شوراها و به خصوص واقع‌گرایی اجتماعی پرداخت و در این چارچوب نوع تازه‌ای از زیبایی‌شناسی را مطرح کرد که به تعابیر بنیامین در مورد زیبایی‌شناختی کردن سیاست و سیاسی کردن هنر مرتبط می‌شدند. طی چند سال اخیر در متن هنری ایران توجه خاصی به آراء و تفکر او شده و در نتیجه چندین متن مهم از او به فارسی بازگردانده شده‌است.

## ترجمه به فارسی
- در جریان، ترجمهٔ اشکان صالحی، نشر هنوز، ۱۳۹۸.
- بعدالتحریر کمونیسم، ترجمهٔ اشکان صالحی نشر لاهیتا، ۱۳۹۸.
- به سوی واقع‌گرایی جدید، ترجمهٔ پوریا گل‌شناس، نشریهٔ اینترنتی پروبلماتیکا، ۱۳۹۷.
- موزه در مقام گهوارهٔ انقلاب، ترجمه علی گلستانه، نشریهٔ اینترنتی حلقهٔ تجریش، ۱۳۹۶.
- رفقای زمان، ترجمهٔ احسان حنیف، نشریهٔ اینترنتی کوبه، ۱۳۹۵.